# Artenay
Artenay è un comune francese di 1 852 abitanti situato nel dipartimento del Loiret nella regione del Centro-Valle della Loira.
Si trova in piena Beauce, a 20 chilometri a nord da Orléans e a 90 chilometri a sud da Parigi.

## Storia
Madame de Montespan possedeva qui il manoir d'Auvilliers, con dei giardini disegnati da André Le Nôtre, giardiniere di Luigi XIV.

## Società

### Evoluzione demografica
Abitanti censiti

## Monumenti e luoghi d'interesse
- Chiesa Saint-Victor del XII secolo.
- Mulino a vento costruito nel 1848 e restaurato negli anni settanta; funziona ancora, ma unicamente a scopo pedagogico.
- Museo del teatro da fiera, composto anche da una galleria di archeologia.